# Szyły (rejon tarnopolski)
Szyły (ukr. Шили) – wieś na Ukrainie, w obwodzie tarnopolskim, w rejonie tarnopolskim.
Znajduje tu się przystanek kolejowy Szyły, położony na linii Szepetówka – Tarnopol.
Przynależność administracyjna przed 1939 r.: gmina Wyszogródek, powiat krzemieniecki, województwo wołyńskie.